# لوک گولیک
لوک گولیک (انگلیسی: Luke Gullick؛ زادهٔ ۱۹۸۶ (۳۸–۳۹ سال)) بازیکن فوتبال است.